# VW Tayron (China)
Der VW Tayron ist ein SUV von Volkswagen, der auf der MQB-Plattform aufbaut und ausschließlich in China verkauft wird.

## Geschichte
Vorgestellt wurde das Fahrzeug als seriennahes Modell VW Advanced Midsize SUV während der Premiere des VW Touareg III im März 2018. Im Rahmen der Chengdu Motor Show im September 2018 präsentierte Volkswagen schließlich das Serienfahrzeug. Seit dem 22. Oktober 2018 ist es in China erhältlich. Eine überarbeitete Version wurde im August 2022 vorgestellt. Gebaut wird der Tayron von FAW-Volkswagen.

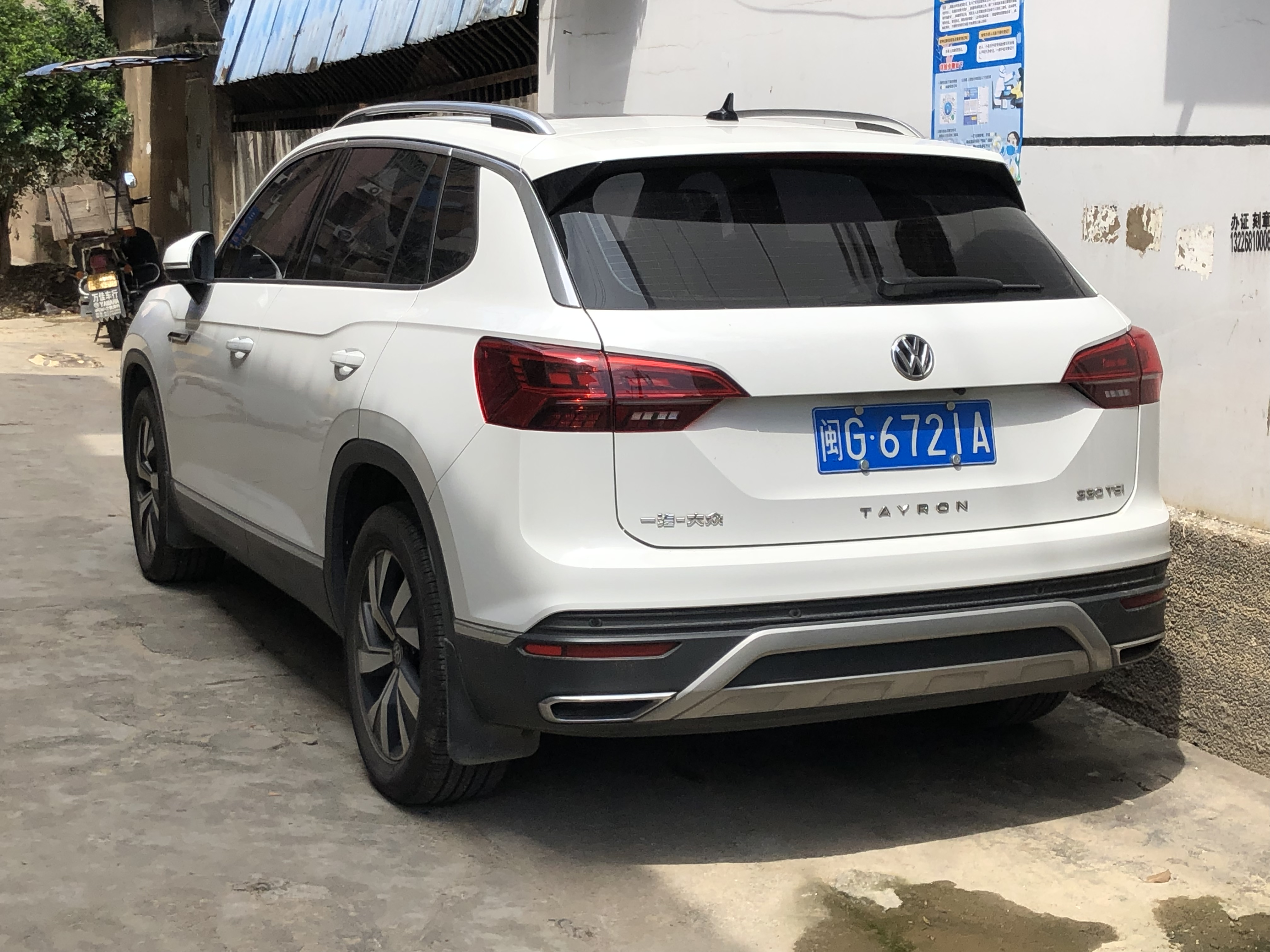
Heckansicht
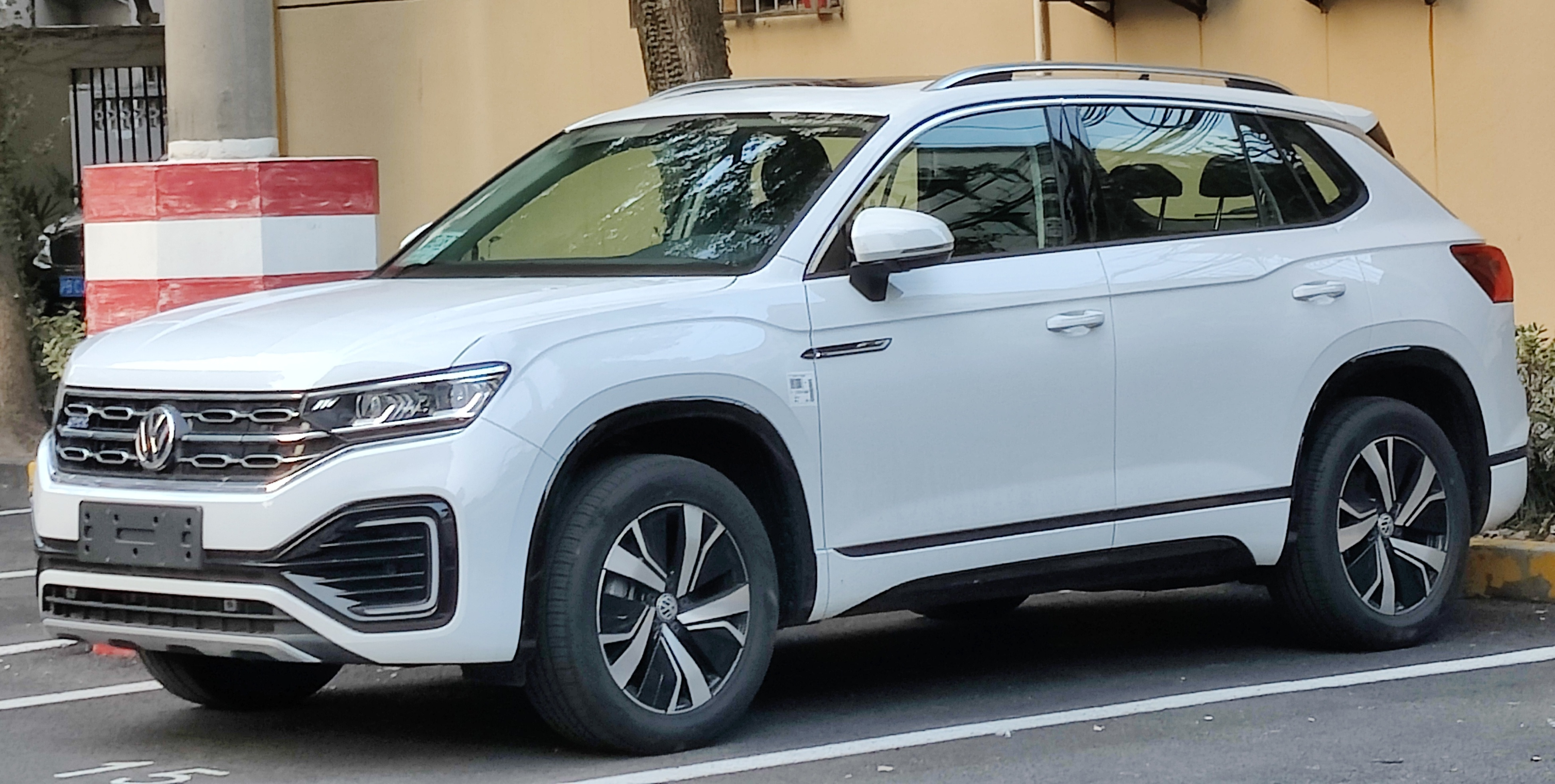
VW Tayron GTE (2020–2022)
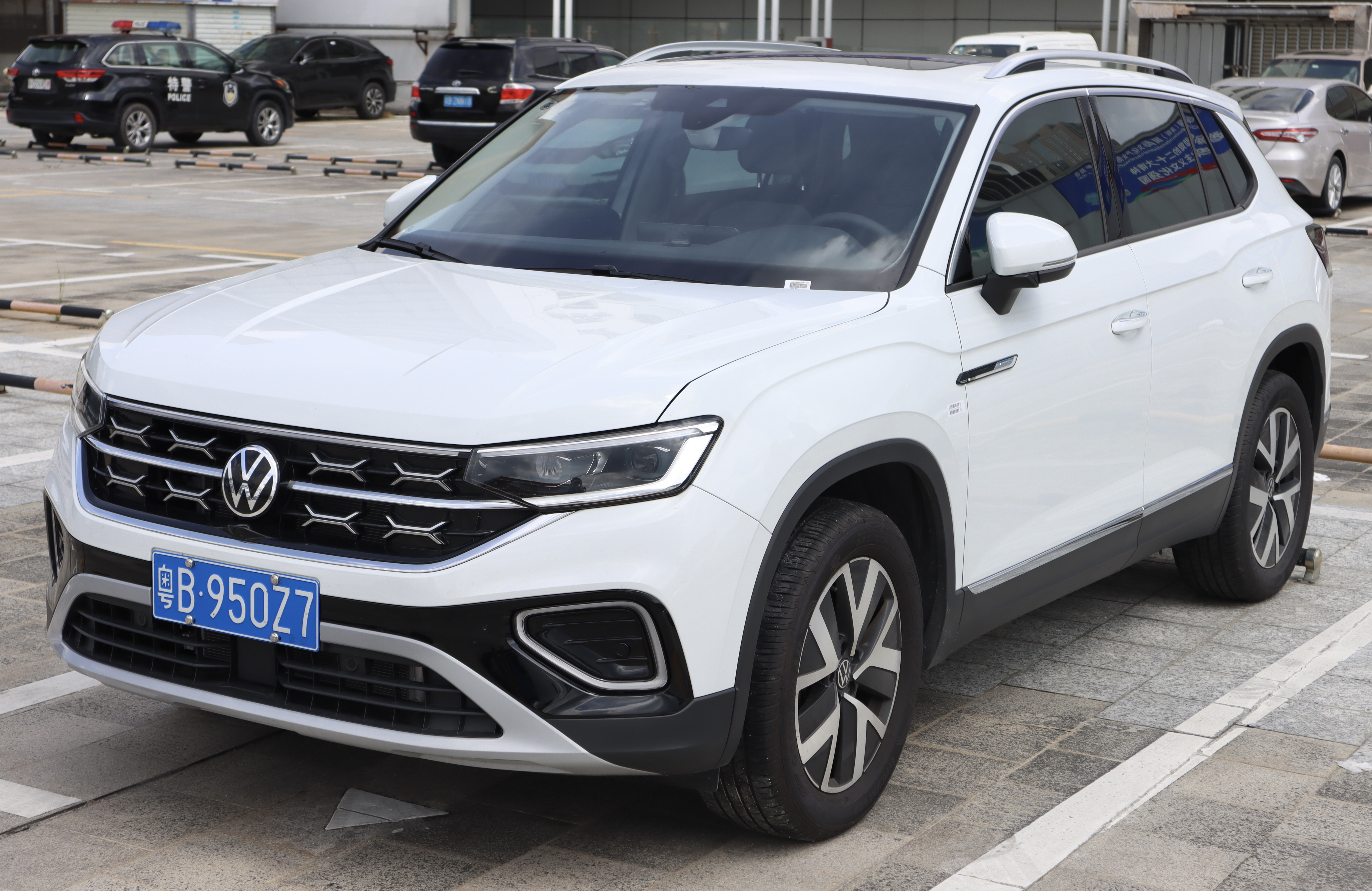
VW Tayron (seit 2022)
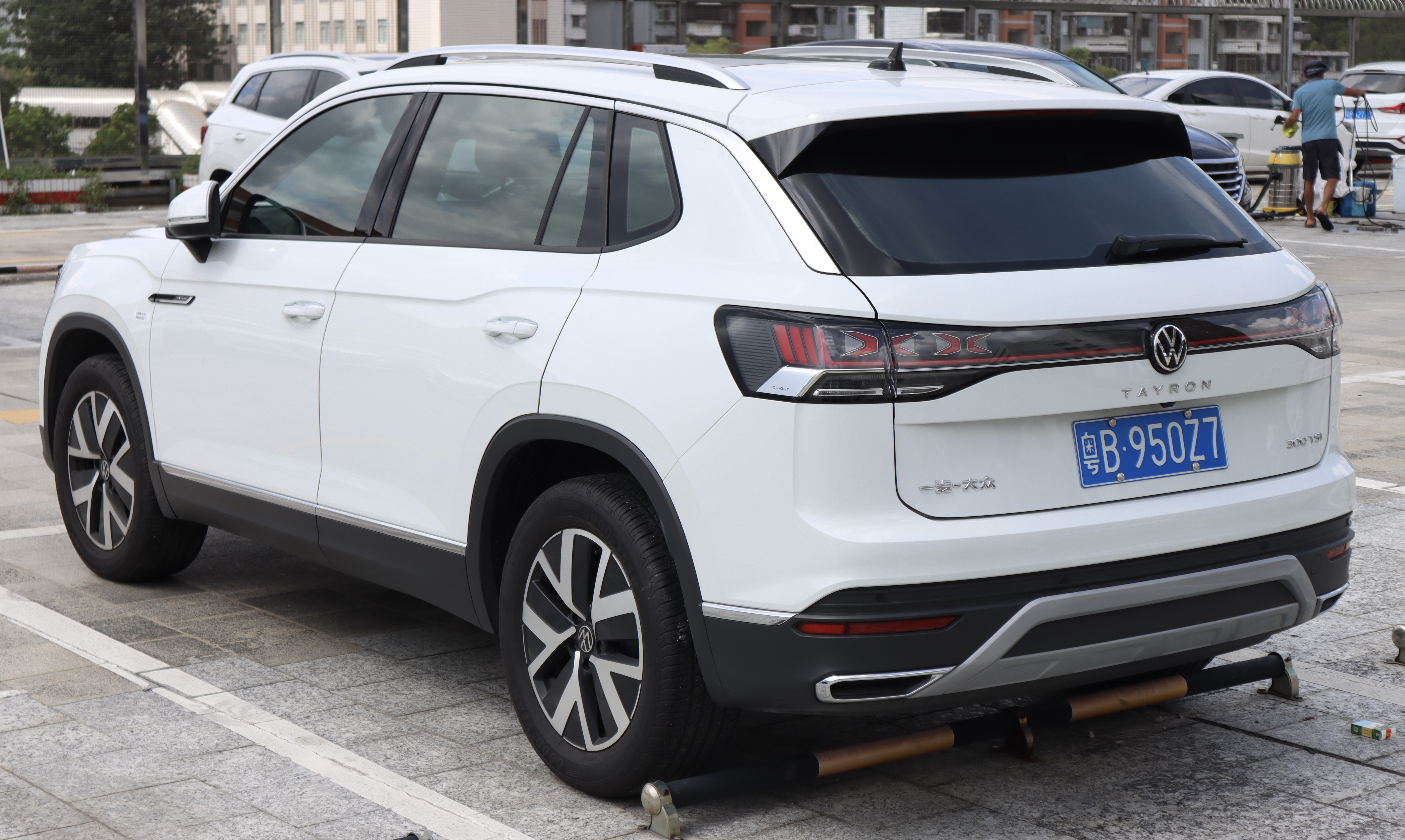
Heckansicht
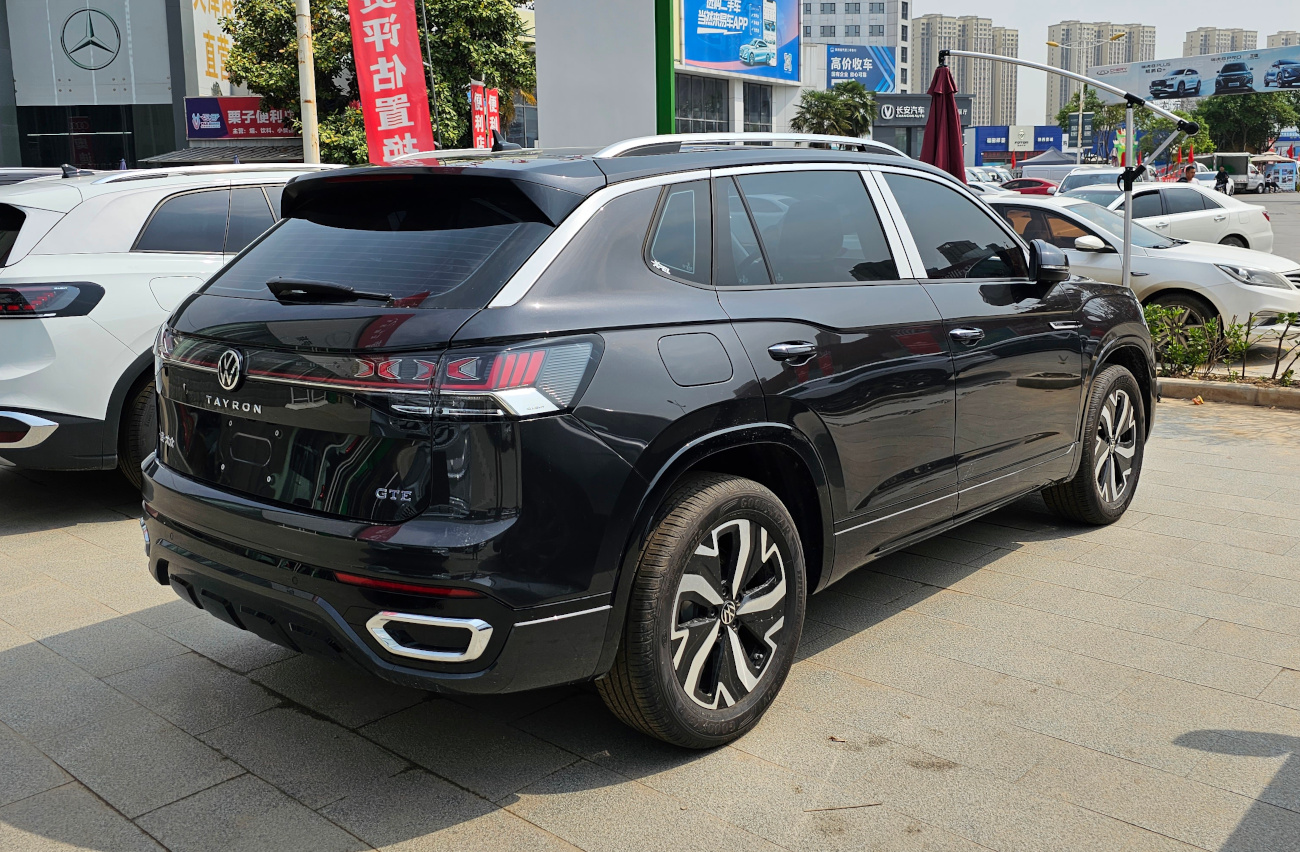
VW Tayron GTE (seit 2022)

Seit Juli 2020 verkauft Volkswagen auch den Tayron X, eine Variante des Tayron im Stil eines Fastbacks. Zudem gibt es seit November 2024 den rund zehn Zentimeter längeren Tayron L.

## Technische Daten
Zum Marktstart war das SUV mit einem Zweiliter-TSI-Ottomotor in zwei Leistungsstufen verfügbar. Kurz darauf folgte ein 1,4-Liter-TSI-Ottomotor mit 110 kW (150 PS) der im April 2023 von einem 1,5-Liter-TSI-Ottomotor mit 118 kW (160 PS) ersetzt wurde. Alle diese Varianten haben ein 7-Gang-Doppelkupplungsgetriebe. Ende April 2020 kam eine Version mit einem Plug-in-Hybrid-Antrieb auf den Markt. Der Antrieb stammt aus dem Golf GTE, die Systemleistung wird mit 155 kW (211 PS) angegeben. Die elektrische Reichweite soll bei 54 km liegen.
|                                            | 280 TSI                          | 280 TSI                          | 300 TSI                          | 330 TSI                          | 330 TSI                          | 380 TSI                          | 380 TSI                          | 380 TSI                          | GTE                               |
| ------------------------------------------ | -------------------------------- | -------------------------------- | -------------------------------- | -------------------------------- | -------------------------------- | -------------------------------- | -------------------------------- | -------------------------------- | --------------------------------- |
| Bauzeitraum                                | 10/2018–08/2022                  | 08/2022–04/2023                  | seit 04/2023                     | 10/2018–08/2022                  | seit 08/2022                     | 10/2018–08/2022                  | 08/2022–03/2023                  | seit 03/2023                     | 04/2020–03/2024                   |
| Motorbaureihe                              | VW EA211                         | VW EA211                         | VW EA211 evo                     | VW EA888                         | VW EA888                         | VW EA888                         | VW EA888                         | VW EA888                         | VW EA211                          |
| Motorart                                   | Ottomotor                        | Ottomotor                        | Ottomotor                        | Ottomotor                        | Ottomotor                        | Ottomotor                        | Ottomotor                        | Ottomotor                        | Ottomotor + Elektromotor          |
| Motortyp                                   | Reihenbauart, Direkteinspritzung | Reihenbauart, Direkteinspritzung | Reihenbauart, Direkteinspritzung | Reihenbauart, Direkteinspritzung | Reihenbauart, Direkteinspritzung | Reihenbauart, Direkteinspritzung | Reihenbauart, Direkteinspritzung | Reihenbauart, Direkteinspritzung | Reihenbauart, Direkteinspritzung  |
| Zylinder/Ventile                           | 4/16                             | 4/16                             | 4/16                             | 4/16                             | 4/16                             | 4/16                             | 4/16                             | 4/16                             | 4/16                              |
| Hubraum                                    | 1395 cm³                         | 1395 cm³                         | 1498 cm³                         | 1984 cm³                         | 1984 cm³                         | 1984 cm³                         | 1984 cm³                         | 1984 cm³                         | 1395 cm³                          |
| max. Leistung bei min−1                    | 110 kW (150 PS) bei 5000–6000    | 110 kW (150 PS) bei 5000–6000    | 118 kW (160 PS) bei 5500         | 137 kW (186 PS) bei 4100–6000    | 137 kW (186 PS) bei 4150–6000    | 162 kW (220 PS) bei 4500–6200    | 162 kW (220 PS) bei 4500–6700    | 162 kW (220 PS) bei 4900–6700    | 155 kW (211 PS) bei 5000–6000 (1) |
| max. Drehmoment bei min−1                  | 250 Nm bei 1750–3000             | 250 Nm bei 1750–3000             | 250 Nm bei 1750–4000             | 320 Nm bei 1500–4000             | 320 Nm bei 1600–4050             | 350 Nm bei 1500–4500             | 350 Nm bei 1500–4300             | 350 Nm bei 1600–4300             | 400 Nm bei 1750–3000 (2)          |
| Antriebsart, Serie                         | Vorderradantrieb                 | Vorderradantrieb                 | Vorderradantrieb                 | Vorderradantrieb                 | Vorderradantrieb                 | Allradantrieb                    | Allradantrieb                    | Allradantrieb                    | Vorderradantrieb                  |
| Antriebsart, Option                        | —                                | —                                | —                                | Allradantrieb                    | —                                | —                                | —                                | —                                | —                                 |
| Getriebeart, Serie                         | 7-Gang-Doppelkupplungsgetriebe   | 7-Gang-Doppelkupplungsgetriebe   | 7-Gang-Doppelkupplungsgetriebe   | 7-Gang-Doppelkupplungsgetriebe   | 7-Gang-Doppelkupplungsgetriebe   | 7-Gang-Doppelkupplungsgetriebe   | 7-Gang-Doppelkupplungsgetriebe   | 7-Gang-Doppelkupplungsgetriebe   | 6-Gang-Doppelkupplungsgetriebe    |
| Leergewicht                                | 1545 kg                          | 1616 kg                          | 1632 kg                          | 1600 kg (1735 kg)                | 1679 kg                          | (1750 kg)                        | (1767–1781 kg)                   | (1767–1781 kg)                   | 1835–1856 kg                      |
| Beschleunigung, 0–100 km/h                 | 9,9–10,9 s                       | 10,6 s                           | 9,6 s                            | 8,7 s (8,4 s)                    | 9,3 s                            | (7,1–7,6 s)                      | (7,8 s)                          | (7,5 s)                          | 8,4 s                             |
| Höchstgeschwindigkeit                      | 195–200 km/h                     | 200 km/h                         | 200 km/h                         | 200–210 km/h (200–210 km/h)      | 200 km/h                         | (200–220 km/h)                   | (200 km/h)                       | (200 km/h)                       | 200 km/h                          |
| Kraftstoffverbrauch auf 100 km, kombiniert | 6,7–6,8 l Super                  | 7,1 l Super                      | 6,7 l Super                      | 6,7–6,8 l Super (7,3 l Super)    | 7,1 l Super                      | (7,5–8,0 l Super)                | (7,8–7,9 l Super)                | (7,9–8,0 l Super)                | 2,0 l Super                       |

- Werte in Klammern für Modelle mit Allradantrieb.